# Rudolf Bok
Rudolf Bok (* 29. ledna 1963, Česká Lípa) je český filmový kaskadér, světový rekordman a publicista. Původní profesí elektrikář. Po roce 1992, kdy jako kaskadér pracoval na svém prvním zahraničním filmu, opustil zaměstnání a stal se kaskadérem na plný úvazek.

## Rekordy

### Světový rekord ve skoku z pevného bodu do stojaté vody
Dne 27. září 1997 skočil Rudolf Bok ze Žďákovského mostu do Orlické přehrady z výšky 58,28 m. Překonal tak rekord Švýcara Oliviera Favre do vody ze skokanského prkna z výšky 53,9 m z roku 1987. Při skoku ho přetočil vítr tak, že na vodní hladinu dopadl zády a způsobil si kompresní frakturu hrudních obratlů, z padesáti procent pohmožděné plíce a hematom v ledvině. V příbramské nemocnici, kam ho bezprostředně po skoku odvezli, strávil dvacet dní bez jediné operace.
V srpnu 2015 skočil Švýcar Laso Schaller z výšky 58,8 m, Bokův rekord však nepřekonal, protože šlo o skok do zčeřené vody vodopádu (nikoli do stojaté), což je po technické stránce snazší, a proto je to vnímáno jako jiná disciplína.

### Světový rekord v běhu v hořícím oděvu
V roce 2007 vytvořil světový rekord v běhu na 400 metrů v hořícím oděvu.

## Umělecká tvorba
V roce 1999 napsal Rudolf Bok knihu Jsem kaskadér. Kniha čtenářům přibližuje nejen každodenní život českých kaskadérů, ale především myšlení a psychickou přípravu na vypjaté situace, které jsou nedílnou součástí této profese.

## Filmografie
Převážná část filmografie byla čerpána z Československé filmové databáze:
- 1993: Strašidla a spol. (TV seriál)[8]
- 1995: O Šedivákovi (TV film)
- 1997: Byl jednou jeden polda II - Major Maisner opět zasahuje!
- 1998: Dívka tvých snů, Tři králové (TV seriál)
- 1999: Crackerjack 3, Dravci, Lethal Target, Mladý Ivanhoe (TV film), Sponzor (TV film)
- 2001: Aféra s náhrdelníkem
- 2005: Ulice (TV seriál)
- 2007: Skeletoni[9]
- 2010: Největší z Čechů[10]

Ve své knize Jsem kaskadér uvádí Rudolf Bok také spolupráci na filmech: Stalingrad, Mladý Indiana Jones, Ivanhoe, Král Artuš, Bídníci, Spící psi, Otčina, Hlad, Střelec, Nahota na prodej, Bídníci, El Niňa, Nexus, televizní seriály Zdivočelá země, Tři králové, pohádky Arabela, Z pekla štěstí, videoklip Holka Magor.